# Oscar Wichtendahl

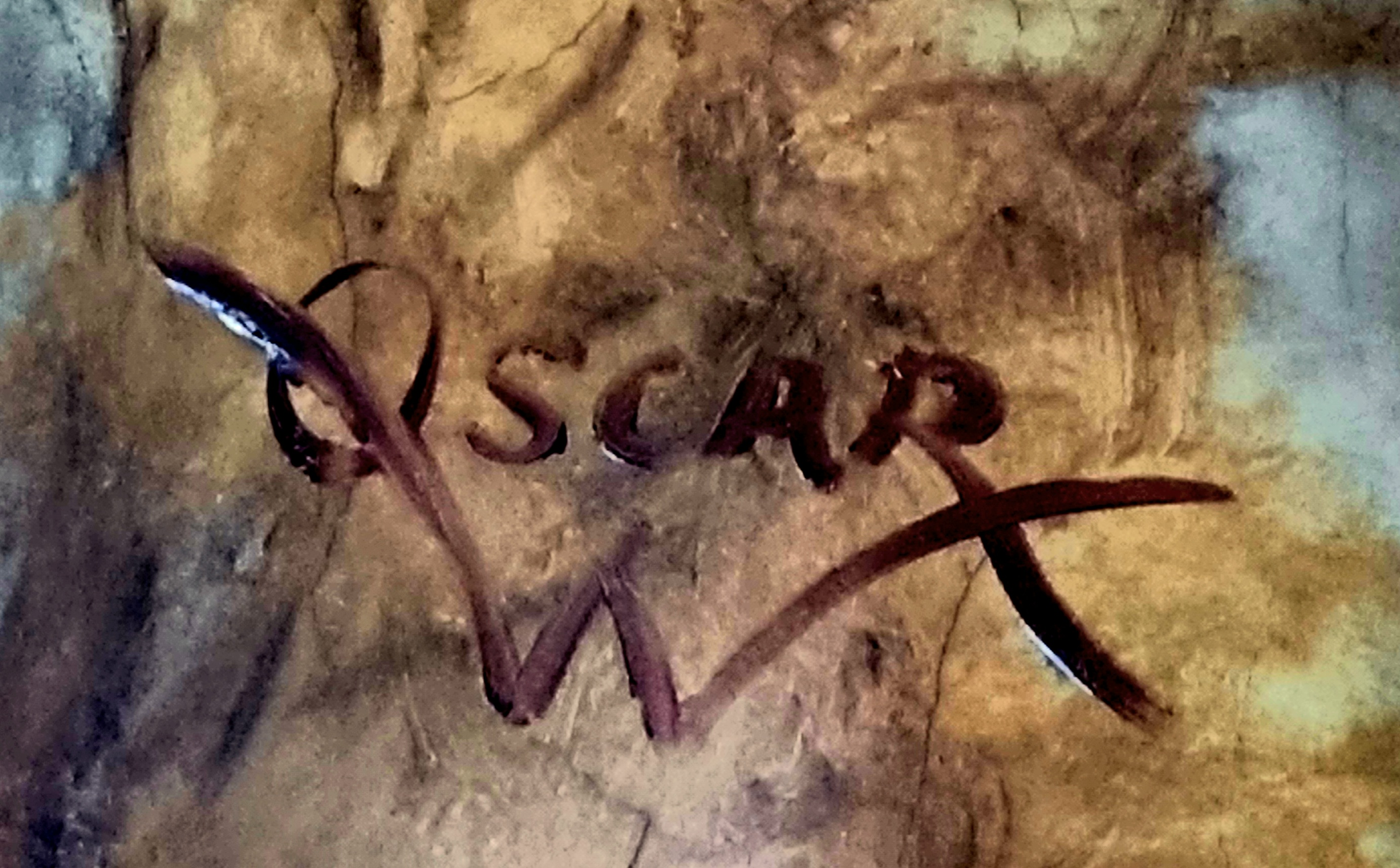
Verschlungene Künstlersignatur OSCAR W; Öl auf Wand im Salle Nollet in Hannover, November 1890

Oscar Wichtendahl, auch Oskar Wichtendahl, (geboren 18. Oktober 1860 in Hannover; gestorben 5. April 1933 ebenda) war ein deutscher Architekt, Restaurator und Kirchenmaler. Eigene Arbeiten schuf er vor allem in den Formen des Historismus, teils auch des Jugendstils.

## Leben
Wichtendahl war Sohn der Luise Bromberg und des August Wichtendahl.
Er studierte Malerei und Architektur an den Kunstakademien in München, Berlin und Stuttgart. Seit 1885 lebte und wirkte er in Hannover und war Vorstandsmitglied im ästhetisch konservativen Hannoverschen Künstlerverein. In den 1880er Jahren unternahm er Studienreisen nach Italien, Nordafrika und in den Nahen Osten.
Um 1900 erwarb der Kunstmaler Wichtendahl das Grundstück „Saline“ in Heyersum. Das Grundstück kam später in den Besitz der Schwiegertochter (Frau Schulz) des Malers L. Wichtendahl.
1910–1912 begleitete er Johann Albrecht von Mecklenburg auf einer Asienreise. Das Haus Braunschweig-Lüneburg bestellte ihn 1922 zum Konservator seiner Kunstsammlungen und zum Verwalter des Welfenmuseums. Wichtendahl war seit 1890 mit Laura (geborene Elbers) verheiratet.
Das Grab Wichtendahls findet sich auf dem Stadtfriedhof Engesohde.

## Werke (Auswahl)
Wandbemalungen in:

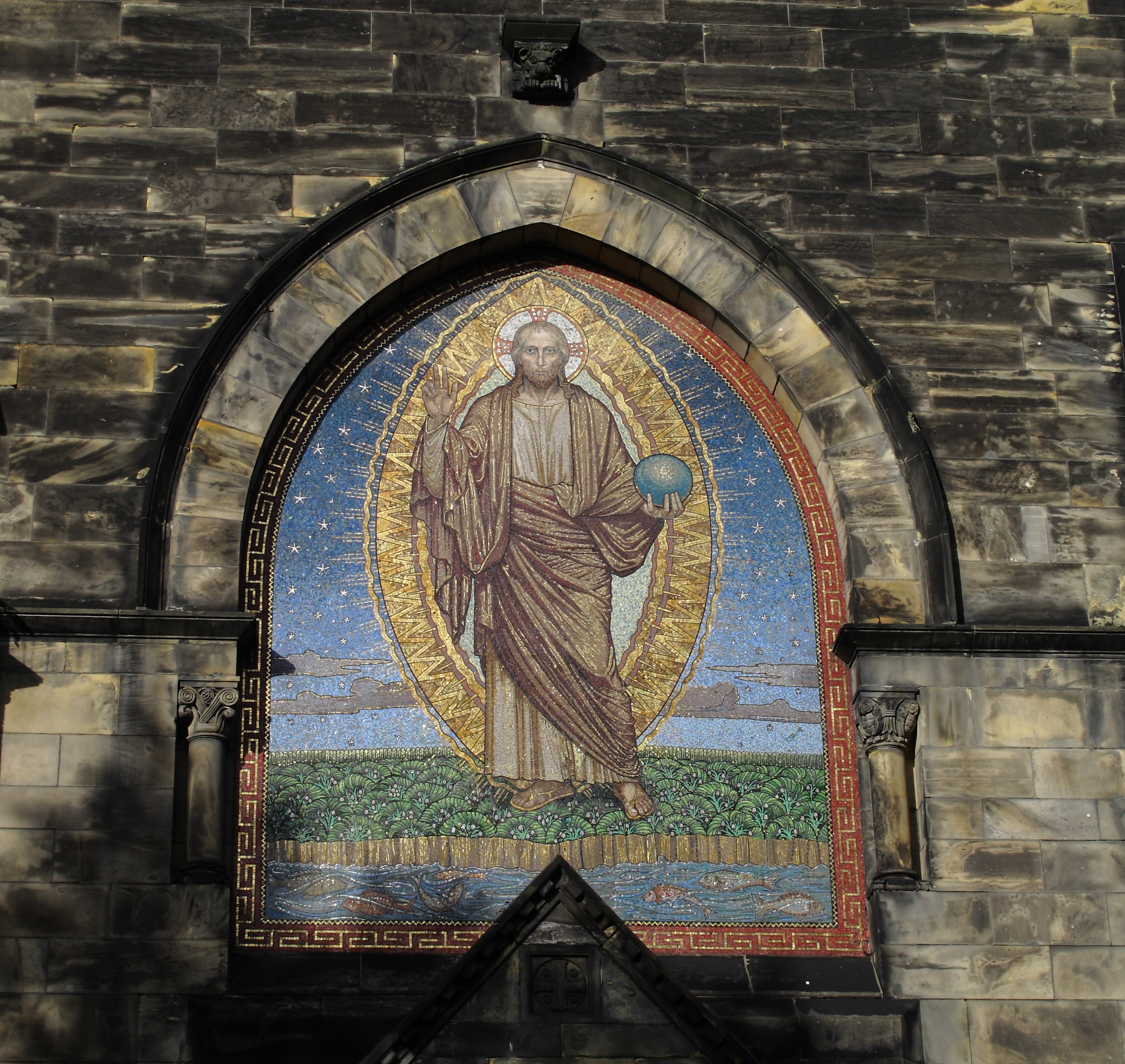
Von Kaiser Wilhelm II. gestiftetes Mosaik Christus als Weltenherrscher an der Markuskirche in Hannover

- Aerzen, Schloss Schwöbber, Rittersaal (1922/23)
- Bückeburg, Palais
- Halle, Rathaus
- Hannover, Garnisonkirche am Goetheplatz, Gefallenen-Gedenkmosaik
- Hannover, evangelische Lukaskirche
- Hannover, evangelische Klosterkirche Marienwerder (Ende 19. Jahrhundert)
- Hannover, evangelische Markuskirche (1905/06)
- Hannover, evangelische Nazarethkirche
- Hannover, evangelische Neustädter Kirche
- Hannover, katholische Kirche St. Bernward (1893)
- Hannover, katholische Kirche St. Elisabeth (1898–1905)
- Hannover, Aula der Tierärztlichen Hochschule (1899)
- Köln, Sitzungssaal der Reichsbahndirektion
- Mahlerten, evangelische St.-Bartholomäus-Kirche (Restaurierung/Ergänzung)
- Minden, Rathaus
- Ratingen, Schloss Landsberg (1903/04)
- Wiesbaden, evangelische Marktkirche (1900)

Mosaike:
- Christus als Weltenherrscher an der Markuskirche in Hannover, gestiftet von Kaiser Wilhelm II.[7]